# 1. Brief des Johannes
| Neues Testament |
| --- |
| Evangelien |
| - Matthäus - Markus - Lukas - Johannes |
| Apostelgeschichte |
| Paulusbriefe |
| - Römer - 1. Korinther - 2. Korinther - Galater - Epheser - Philipper - Kolosser - 1. Thessalonicher - 2. Thessalonicher - 1. Timotheus - 2. Timotheus - Titus - Philemon - Hebräer |
| Katholische Briefe |
| - Jakobus - 1. Petrus - 2. Petrus - 1. Johannes - 2. Johannes - 3. Johannes - Judas                                                                                                 |
| Offenbarung |

Der 1. Brief des Johannes ist der erste von drei neutestamentlichen Briefen in der Bibel, die dem Evangelisten Johannes zugeschrieben werden.

## Überblick

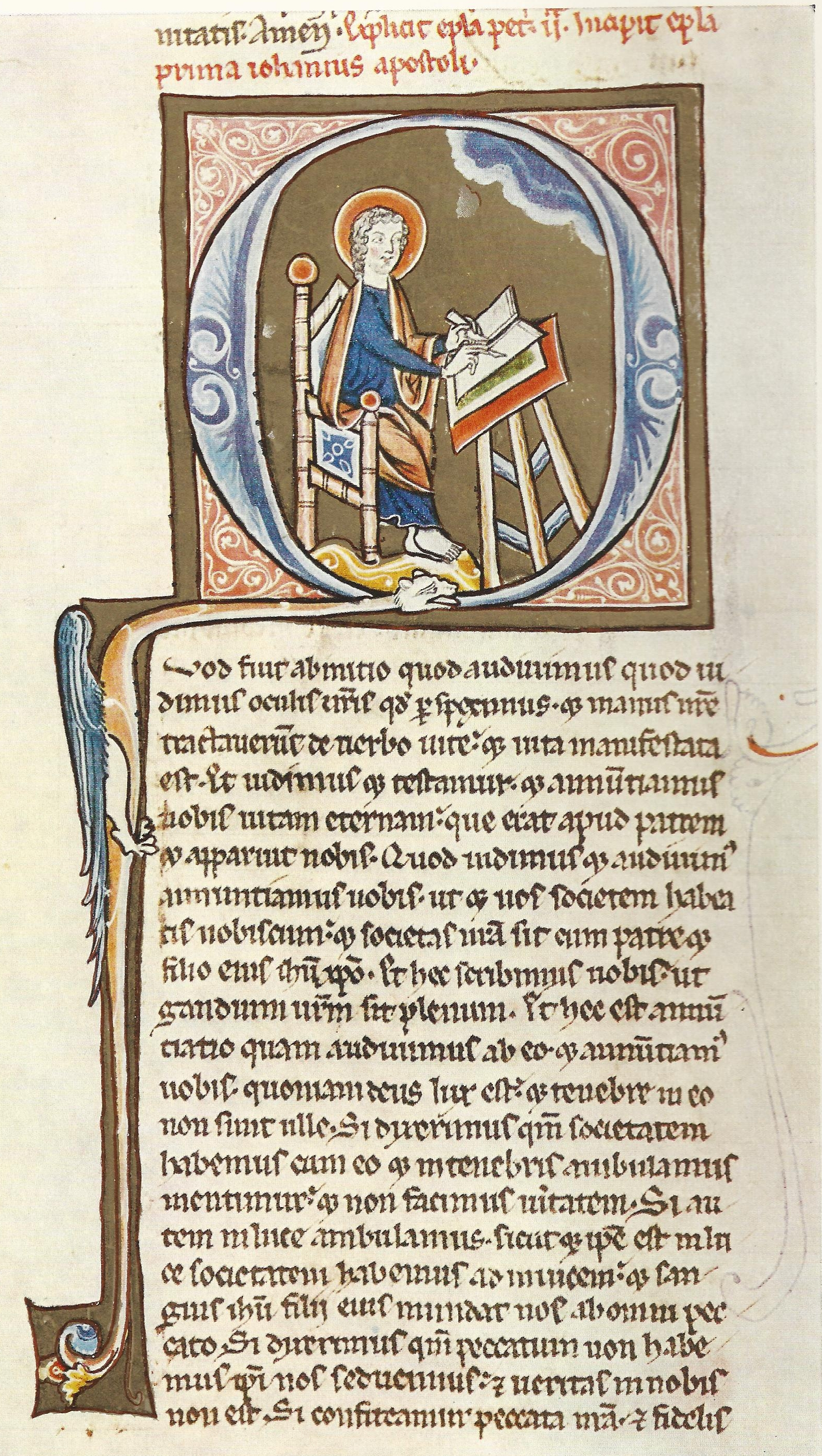
Anfang des 1. Johannesbriefs in einer Vulgata-Handschrift des 13. Jahrhunderts, Stadtarchiv Stralsund, Hs 1001, fol. 403va

Der Brief, der wahrscheinlich Ende des 1. Jahrhunderts entstanden ist, spätestens aber bis zum Jahr 110, reflektiert vor allem das Thema des rechten Glaubens und eines daraus zu entwickelnden Lebens, für das wiederum die Liebe ausschlaggebend sei. Die Lichtmetaphorik legt den johanneischen Ursprung nahe, der nach Bultmann in der gnostischen Tendenz – oder Vorlage – des Johannes begründet erklärbar ist. Andererseits wird in Vers 1,5  Gott mit dem Licht gleichgesetzt, in Joh 8,12  aber Christus derart beschrieben, was vielleicht auf eine „Johanneische Schule“, aber verschiedene Verfasser von Brief(en) und Evangelium hinweist. Insgesamt wird der 1. Johannesbrief aber als Mahnbrief gemeint gewesen sein (vgl. Verse 2,18-19 ; 2,26 ; 3,7 ), der sich gegen die Leugnung der Gottheit des Sohnes und sich damit gerade gegen demiurgische oder subordinative Vorstellungen richtete: Vielleicht war hier die sogenannte Irrlehre des in Kleinasien tätigen Kerinth oder eines Ablegers gemeint, auch wenn die typischen kerinthischen Anschauungen fehlen.

## Inhalt
Der Brief befasst sich hauptsächlich mit dem Thema Liebe und der Gemeinschaft mit Gott. Der Autor beschreibt verschiedene Arten, durch die die Leser ihre Gemeinschaft mit Gott anhand der Schrift prüfen können. Er lehrt, dass der Beweis für wahren geistigen Wandel (im Sinne der Schrift) die gelebte Gerechtigkeit ist. Der Brief beschreibt eine Weltansicht, die zwiegespalten ist. Auf der einen Seite befinden sich die „bösen Menschen“, die unter der Herrschaft Satans leben, und auf der anderen die „Kinder Gottes“, die sich von der Welt abgesondert haben. In 1 Joh 1,8  sagt Johannes, dass man lügen würde, wenn man behaupte, ohne Sünde zu sein. Zwei Kapitel später (1. Joh. 3,6 ) wird ausgesagt, dass sich am Tun der Gerechtigkeit entscheidet, wer Kind des Teufels oder wer Kind Gottes ist; die Adressaten des Briefes sollen in Gott bleiben, damit sie bei der Wiederkunft Christi nicht gerichtet werden, denn dem Wesen der Kinder Gottes entspricht es, dass sie nicht sündigen, wenn sie dem Vorbild Jesu folgen und die Brüder lieben 1 Joh 3,17 . Von größerer theologischer Bedeutung sind die beiden im Brief enthaltenen „Gott ist“-Worte: „Gott ist Licht“ (1. Johannes 1,5 ) und „Gott ist Liebe“ (1. Johannes 4,8.16 ).

## Textkritische Besonderheit
Eine textkritische Besonderheit im ersten Johannesbrief ist das sogenannte „Comma Johanneum“. Dabei handelt es sich um einen Zusatz zu 1 Joh 5,7–8  (zitiert nach der Einheitsübersetzung und ihren Fußnoten; eingerückt und kursiv die Worte des Comma):
7 Drei sind es, die Zeugnis ablegen

im Himmel: der Vater, das Wort und der Heilige Geist, und diese drei sind eins.

 8 Und drei sind es, die Zeugnis geben auf Erden:

der Geist, das Wasser und das Blut, und diese drei sind eins.
Von vielen Auslegern wird vermutet, dass es sich hierbei um einen dogmatisch motivierten Zusatz handelt, der die Trinitätslehre in der Bibel deutlicher herausstellen soll.
Dieser Zusatz findet sich in keiner lateinischen Handschrift vor dem 6. Jahrhundert und in keiner griechischen Handschrift vor dem 14. Jahrhundert. 1590 wurde das „Comma Johanneum“ in die erste päpstlich promulgierte Vulgata-Ausgabe, die Vulgata Sixtina, aufgenommen. Der Humanist Erasmus hat das „Comma“ ab der dritten Auflage in seinen Textus Receptus aufgenommen. Heute findet es sich weder in der sogenannten Nova Vulgata noch in der Ausgabe des Novum Testamentum Graece von Nestle-Aland.

### Einleitungen in das Neue Testament
- Klaus-Michael Bull: Bibelkunde des Neuen Testaments. Die kanonischen Schriften und die Apostolischen Väter. Überblicke – Themakapitel – Glossar. 8., veränderte  Auflage. Vandenhoeck & Ruprecht, Göttingen 2018, ISBN 978-3-7887-3384-1, Kap.: 5.4.1. Der 1. Johannesbrief (1Joh) (die-bibel); 9., durchgesehene Auflage, ISBN 978-3-525-50069-9.
- Martin Ebner, Stefan Schreiber (Hrsg.): Einleitung in das Neue Testament. 3., überarbeitete Auflage. Kohlhammer, Stuttgart 2020, ISBN 978-3-17-036108-9, darin S. 542–554 (Joachim Kügler: Der erste Johannesbrief).
- Udo Schnelle: Einleitung in das Neue Testament. 5. Auflage. Vandenhœck & Ruprecht, Göttingen 2005, ISBN 3-525-03238-2, S. 498–513.

### Kommentare chronologisch (neu nach alt)
- Stephen S. Smalley: 1, 2, and 3 John (= Word Biblical Commentary. Band 51). Revised Edition. Zondervan Academic, [Grand Rapids, Mich.] 2000, ISBN 978-0-310-10997-6 (englisch).
- Theo Heckel: Die Briefe des Jakobus, Petrus, Johannes und Judas (= Das Neue Testament Deutsch. Band 10 der Neubearbeitung). Vandenhoeck & Ruprecht, Göttingen 2019. ISBN 978-3-525-57141-5.
- Wolfgang Baur: Erster, Zweiter und Dritter Johannesbrief (= Stuttgarter kleiner Kommentar. Band 17). Katholisches Bibelwerk, Stuttgart 1991, ISBN 3-460-15471-3.
- Georg Strecker: Die Johannesbriefe (= Kritisch-exegetischer Kommentar über das Neue Testament. Band 14). Vandenhœck & Ruprecht, Göttingen 1989, ISBN 3-525-51621-5.
- Rudolf Schnackenburg: Die Johannesbriefe (= Herders theologischer Kommentar zum Neuen Testament. Band 13). 7. Auflage. Herder, Freiburg 1984, ISBN 3-451-01150-6.
- Rudolf Bultmann: Die drei Johannesbriefe (= Kritisch-exegetischer Kommentar über das Neue Testament. Abteilung 14). 8. Auflage, 2. Auflage dieser Neuauslegung. Vandenhœck & Ruprecht, Göttingen 1969, DNB 457299649.